# Episodi di Star Trek: Picard (terza stagione)
La terza e ultima stagione della serie televisiva Star Trek: Picard, composta da 10 episodi, è stata trasmessa sul servizio di streaming on demand Paramount+ dal 16 febbraio al 20 aprile 2023.
In Italia la stagione è stata pubblicata sia sul servizio di streaming on demand Paramount+ che su Amazon Prime dal 17 febbraio al 22 aprile 2023.
Questa stagione vede nel cast regolare, insieme ai protagonisti delle scorse stagioni, alcuni personaggi della serie Star Trek: The Next Generation: William T. Riker (Jonathan Frakes) e Beverly Crusher (Gates McFadden) sono protagonisti fissi; Worf (Michael Dorn), Geordi La Forge (LeVar Burton), Data (Brent Spiner) e Deanna Troi (Marina Sirtis) compaiono invece in alcuni episodi. Nella terza stagione fanno la loro comparsa come protagonisti anche nuovi personaggi, quali Jack Crusher (Ed Speleers), figlio della dottoressa Crusher e di Picard; Liam Shaw (Todd Stashwick) e Sidney La Forge (Ashlei Sharpe Chestnut), quest'ultima figlia di Geordi. Nella stagione appare, inoltre, come guest star l'attrice statunitense, già vincitrice di Emmy e Tony Award, Amanda Plummer nel ruolo della villain Vadic, una Cambiante, cacciatrice di taglie, che dà la caccia a Jack Crusher.
| nº | Titolo originale    | Titolo italiano           | Pubblicazione USA | Pubblicazione Italia |
| -- | ------------------- | ------------------------- | ----------------- | -------------------- |
| 1  | The Next Generation | La prossima generazione   | 16 febbraio 2023  | 17 febbraio 2023     |
| 2  | Disengage           | Disimpegnare              | 23 febbraio 2023  | 24 febbraio 2023     |
| 3  | Seventeen Seconds   | Diciassette secondi       | 2 marzo 2023      | 3 marzo 2023         |
| 4  | No Win Scenario     | Nessuno scenario vincente | 9 marzo 2023      | 10 marzo 2023        |
| 5  | Imposters           | Impostori                 | 16 marzo 2023     | 17 marzo 2023        |
| 6  | The Bounty          | Il Bounty                 | 23 marzo 2023     | 24 marzo 2023        |
| 7  | Dominion            | Dominio                   | 30 marzo 2023     | 31 marzo 2023        |
| 8  | Surrender           | Resa                      | 6 aprile 2023     | 7 aprile 2023        |
| 9  | Võx                 | Vox                       | 13 aprile 2023    | 14 aprile 2023       |
| 10 | The Last Generation | L'ultima generazione      | 20 aprile 2023    | 21 aprile 2023       |

## La prossima generazione
- Titolo originale: The Next Generation
- Diretto da: Doug Aarniokoski
- Scritto da: Terry Matalas

### Trama
2401. In una zona di spazio al di fuori dei confini della Federazione, Beverly Crusher, ex ufficiale medico delle Enterprise D ed E, si trova a bordo della nave scientifica SS Eleos XII. Il computer di bordo trasmette il diario di un episodio avvenuto trent'anni prima, quando l'Enterprise D dovette nascondersi in una nebulosa per sfuggire a un cubo Borg. Improvvisamente la Eleos viene attaccata e abbordata da degli alieni sconosciuti. Riuscita a uccidere gli assalitori, seppur gravemente ferita, riesce a trasmettere un messaggio criptato al suo vecchio amico e capitano (ora ammiraglio in congedo) Jean-Luc Picard. Quest'ultimo chiede aiuto al suo ex primo ufficiale William T. Riker, ora capitano in stato di riserva attiva, per decriptare il messaggio: Crusher chiede di raggiungerla ma di non informare la Flotta Stellare. Riker suggerisce di utilizzare la nuova versione della sua nave, la USS Titan NCC-80102, appena sottoposta a una totale ristrutturazione alla nuova classe Neo-Constitution e ribattezzata USS Titan NCC-80102-A. Il primo ufficiale della Titan è Sette di Nove, che ora utilizza il suo vero nome, Annika Hansen, ed è comandante della Flotta, che vorrebbe aiutarli, ma il capitano del vascello, il rigido Liam Shaw, non è dello stesso avviso e ordina a Sette di mantenere la rotta originaria. I due ufficiali si ritirano così nei loro alloggi, ma Sette, in nome dell'amicizia che la lega all'ammiraglio, ma soprattutto frustrata a causa dell'ottuso capitano Shaw, disobbedisce e porta i due alle coordinate inviategli dalla dottoressa Crusher.
Nel frattempo, Raffi Musiker si trova sul pianeta M'Talas Primo, dove è in missione per conto dei Servizi Segreti della Federazione. Spacciandosi per una tossicodipendente, è alla ricerca di informazioni riguardo a un furto di tecnologia su cosiddetti "tunnel quantici" dalla Stazione Daystrom (base orbitante dell'omonimo Istituto scientifico). Un suo contatto, uno spacciatore, le suggerisce di cercare una tale Red Lady: non avendo la più pallida idea di chi sia, dopo una lunga ricerca su La Sirena, ex nave di Cristobal Rios e, successivamente, di Sette, scopre che si tratta di una statua raffigurante l'eroico capitano Rachel Garrett dell'Enterprise C, che sacrificò sé stessa e la nave per evitare una guerra fra Federazione e Impero Klingon: la statua verrà inaugurata nel cosiddetto "Giorno della Frontiera", una sorta di manifestazione patriottica della Flotta Stellare, nel Centro di Reclutamento del Distretto 7. Dopo aver inutilmente cercato di dare l'allarme, Raffi assiste impotente alla distruzione del Centro causata da un tunnel quantico apparso sotto di esso e riapparso sopra la cittadina che lo accoglie.
Picard e Riker salgono a bordo della Eleos XII, dove trovano Beverly, chiusa in una capsula medica. A bordo si trova anche il secondogenito della donna, Jack. Improvvisamente, da una nebulosa appare un gigantesco vascello alieno.
- Altri interpreti: Anthony Azizi (spacciatore orioniano)
- La scena dell'uscita della Titan dall'hangar spaziale è chiaramente ispirata a quella dell'uscita (dall'hangar che diventerà il Museo della Flotta) dell'Enterprise nel film Star Trek II - L'ira di Khan: al controllo momentaneo ci sono due donne (Sette e l'allora sottotenente Saavik), alle quali il comando è stato lasciato da un ammiraglio (Kirk e Picard); l'identico ordine impartito («Un quarto di potenza d'impulso»); la colonna sonora. Nel 2290 Saavik divenne capitano della prima USS Titan, la NCC-1777.[6]
- L'episodio è dedicato alla memoria di Annie Wersching, interprete della Regina Borg nelle precedenti stagioni, prematuramente scomparsa nel gennaio 2023.[7][8]

## Disimpegnare
- Titolo originale: Disengage
- Diretto da: Doug Aarniokoski
- Scritto da: Christopher Monfette e Sean Tretta

### Trama
Due settimane prima, a bordo della Eleos, Jack si era recato sul pianeta Sarnia I, in quarantena a causa di un'epidemia, per consegnare un carico di medicinali. Intercettato dai Rangers Fenris (organizzazione di vigilantes di cui faceva parte Sette prima di arruolarsi nella Flotta), non avendo alcuna autorizzazione, aveva cercato di corrompere i rangers con un container di phaser da dividere coi signori della guerra del pianeta. Il capo dei rangers aveva accettato, ma con una comunicazione aveva anche avvisato una certa "donna segnata" di aver trovato il ragazzo.
La nave aliena (denominata Shrike) cerca di teletrasportare a bordo Jack Crusher, ma Picard riesce a impedire il rapimento con un inibitore di teletrasporto; è subito chiaro che gli alieni vogliono il figlio di Beverly, ma l'ammiraglio e Riker ignorano il motivo.
Sette di Nove convince il capitano Shaw a soccorrere i suoi amici, che vengono teletrasportati a bordo della USS Titan: Beverly viene subito operata, mentre Jack viene incarcerato perché il capitano del vascello alieno, una donna con due cicatrici in viso di nome Vadic, lo accusa di numerosi crimini, compreso l'omicidio, e dà a Shaw l'ultimatum di un'ora perché venga loro consegnato il prigioniero e, per sottolineare la serietà della richiesta, manifesta subito la sua superiorità negli armamenti infliggendo un pesante danno alla Titan.
Shaw è seccato per essersi infilato in questa situazione mettendo in pericolo il suo equipaggio per due ufficiali che lui considera solo delle vecchie glorie che si danno troppa importanza, ma Picard riesce a convincerlo a dargli mezz'ora per parlare con Jack e capire cosa sta succedendo.
Il giovane riesce però a fuggire dalla cella di detenzione e cerca di consegnarsi al vascello alieno pur di salvare la Titan su cui si trova sua madre. Ella riceve la visita di Riker, che la risveglia dall'anestesia e la porta in plancia da Picard; quest'ultimo capisce che Jack è loro figlio, motivo per cui Jean-Luc prende il comando della nave e la porta in una nebulosa, subito inseguita dal vascello alieno.
Intanto Raffi, che lavora per i servizi segreti della federazione, riceve l'ordine di "disimpegnare" le indagini sull'attentato al Centro di Reclutamento poiché è stato trovato un colpevole, che lei capisce essere solo un capro espiatorio. Decide di andare avanti per la sua strada e arriva a Sneed, un gangster Ferengi che sembra aver venduto l'arma agli attentatori. Sneed però scopre il bluff di Raffi e sta per ucciderla, quando improvvisamente interviene un Klingon che abilmente uccide il Ferengi e tutti i suoi scagnozzi: è Worf, che si rivela essere il capo di Raffi.
- Altri interpreti: Aaron Stanford (Sneed)

## Diciassette secondi
- Titolo originale: Seventeen Seconds
- Diretto da: Jonathan Frakes
- Scritto da: Jane Maggs e Cindy Appel

### Trama
Nel 2381, circa due anni dopo gli avvenimenti narrati in Star Trek - La nemesi, Picard e Riker si incontrano nel bar di 10, Forward Avenue (che sarà successivamente gestito da Guinan) per brindare al primogenito di Riker, allora capitano della Titan. Qui William racconta all'amico che per arrivare in infermeria e assistere al parto di Deanna ci mise diciassette secondi esatti, i più lunghi della sua vita.
2401. La Titan-A è bersagliata dal fuoco della Shrike e, per sfuggire a quest'ultima, si addentra ancora di più nella nebulosa; tuttavia il vascello alieno ritrova la nave federale ovunque essa si sposti. Avendo subìto numerosi danni ai sensori, il capitano Shaw manda di vedetta a poppa due guardiamarina. Nel frattempo, la dottoressa Crusher si rende utile aiutando in infermeria, anche se è da vent'anni che non esercita. Qui viene raggiunta da Picard e i due hanno un confronto: Beverly gli racconta di essere rimasta incinta poco prima di lasciare l'Enterprise, e di non averglielo detto a causa dell'indole avventurosa dell'ex capitano, indole che l'avrebbe sempre tenuto lontano dagli affetti. Una volta maggiorenne, messo al corrente di chi fosse suo padre, Jack si rifiutò di cercarlo. Beverly racconta di come nel recente passato lei e Jack abbiano aiutato i mondi periferici della Federazione, e di come i Rangers Fenris li abbiano attaccati, mentre i Klingon e addirittura la Flotta Stellare abbiano tentato di rapire il ragazzo. Dopo aver subìto l'ennesimo attacco, Shaw, gravemente ferito, cede il comando a Riker, che ordina di fuggire, mentre Picard vorrebbe attaccare: i due hanno delle accese discussioni, ma stavolta è Riker a comandare. L'ammiraglio ritiene che il suo ex primo ufficiale sia scottato dalla perdita del suo primogenito e utilizzi una strategia fallimentare a causa della paura di perdere anche la Titan. L'ufficiale scientifico, la tenente T'Veen, riferisce che dalla nube emergono segnali elettrici e biologici, facendo intendere che la nebulosa non sia quello che appare.
Intanto, sulla Sirena, attraccata nel Distretto 6 su M'Talas I, Worf e Raffi hanno un chiarimento: l'ex ufficiale e ambasciatore klingon dice di non lavorare per la Flotta, ma di avere degli obiettivi in comune con essa. Inoltre sa chi aveva pagato Sneed per mentire: un certo Titus Rikka. Si recano quindi nei sobborghi della città, dove catturano il criminale e lo portano sulla Sirena per interrogarlo. Qui l'uomo sembra avere una crisi d'astinenza da stupefacenti, ma Worf sa che non è così: dopo qualche minuto, Rikka si rivela essere un mutaforma, la letale razza proveniente dal quadrante Gamma che combatté contro l'alleanza dei quadranti Alfa e Beta (Federazione, Klingon e, successivamente, Romulani) la Guerra del Dominio. Worf era stato informato da un amico fidato (presumibilmente Odo) che una fazione terroristica di mutaforma si era ribellata al Grande Legame e intende attaccare la Federazione; vorrebbe quindi impedire che scoppi una guerra tenendo all'oscuro la Flotta di questi fatti. Inoltre il furto dalla Stazione Daystrom fu uno specchietto per allodole per sviare l'attenzione da qualcosa di ancora più letale della tecnologia a tunnel quantici.
Sulla Titan, Jack ha un'intuizione riguardo alla rintracciabilità della nave: liberata Sette dalla consegna di Shaw per insubordinazione, i due si recano in sala macchine, ove scoprono una perdita di gas verterio: il danno è stato causato, quindi sul vascello è presente un sabotatore. La Shrike, inoltre, possiede un'arma a tunnel quantico che trasporta istantaneamente qualunque cosa vi entri nel luogo voluto dal capitano Vadic. Sette e Jack riparano la perdita, ma il ragazzo viene aggredito da un ufficiale: è il guardiamarina Foster, precedentemente mandato a poppa di vedetta da Shaw; l'uomo, che si rivela essere anch'egli un mutaforma, fa esplodere una bomba che danneggia ulteriormente la nave. Accettando il consiglio di Picard, Riker ordina l'attacco, ma la Titan soccombe e, senza energia, precipita verso il pozzo gravitazionale al centro della nebulosa: Riker, furioso, caccia Picard dalla plancia.
- Altri interpreti: Stephanie Czajkowski (T'Veen), Joseph Lee (Mura), Thomas Dekker (Titus Rikka), Chad Lindberg (Foster)

## Nessuno scenario vincente
- Titolo originale: No Win Scenario
- Diretto da: Jonathan Frakes
- Scritto da: Terry Matalas e Sean Tretta

### Trama
2396. Picard si trova nel bar di Guinan, quando viene notato da un gruppo di cadetti che gli si avvicina e gli pone alcune domande su come abbia ripetutamente risolto situazioni quasi impossibili, fra le quali quella, definita da egli stesso uno «scenario disperato», che ebbe con Jack Crusher (marito di Beverly) quando entrambi prestavano servizio sulla Stargazer e rubarono una navetta. L'ammiraglio risponde che il segreto è l'affiatamento con l'equipaggio.
2401. La Titan A continua a precipitare, senza energia, nel pozzo gravitazionale della nebulosa; Riker ordina di deviare tutta l'energia ai supporti vitali per guadagnare tempo. Subito dopo si chiarisce con Picard, dandogli ragione: i suoi comportamenti sono dettati in parte dalla perdita del primogenito Thaddeus.
Intanto Sette/Hansen prosegue la sua ricerca del mutaforma presente a bordo: recatasi nell'alloggio del guardiamarina Foster, ne trova il cadavere; il mutaforma ha perciò assunto la forma di un qualsiasi altro membro dell'equipaggio. Riker le suggerisce di continuare le indagini informalmente, restando nello stato di sospensione dal servizio. Hansen si reca quindi dal capitano Shaw (anch'egli sospeso dal servizio) e gli espone i suoi sospetti: dallo stato del cadavere di Foster, infatti, il Cambiante è a bordo da ben prima che arrivassero i Crusher, e che quindi c'è qualcos'altro di grosso in ballo. Essendo Shaw un ex meccanico con anni di esperienza, è l'unico che conosce ogni anfratto del vascello. Shaw succerisce a Sette di cercare l'urna in cui il Cambiante deve obbligatoriamente tornare allo stato gelatinoso ogni 16 ore; nell'urna possono esserci dei rimasugli di gelatina che, passati ai sensori, farebbero individuare immediatamente il Cambiante ovunque sia. Tornata nell'alloggio di Foster, la comandante ex-borg trova l'urna; subito dopo, in un corridoio, un ufficiale l'aggredisce e disintegra l'urna, rivelando di essere il mutaforma: Sette lo ferisce a colpi di phaser, ma la creatura riesce nuovamente a fuggire. Nel frattempo, nella sala ologrammi è in corso il programma "Bar di prora": Jean-Luc e Jack si confrontano per cercare di conoscersi meglio e qui vengono raggiunti da altri membri dell'equipaggio fra cui Shaw, che rivela il motivo del suo rancore verso l'ammiraglio: durante la battaglia di Wolf 359, infatti, egli si trovava sulla USS Constance e accusa Picard di essere stato nel cubo Borg mentre sedicimila persone perdevano la vita.
Sulla Shrike il capitano Vadic, non sapendo come procedere, consulta il suo mandante: rivelando di essere ella stessa una mutaforma, si amputa la mano, che si trasforma nel volto di una creatura che le ordina di inseguire l'obiettivo a qualunque costo, anche della sua stessa vita. Subito dopo, la faccia torna ad essere la mano di Vadic. Per inseguire la Titan A è però costretta a espellere l'arma a portale.
Crusher scopre che le onde bioelettriche della nuvola si ripetono in modo sequenziale e logaritmico, come se fossero delle contrazioni: Jack propone quindi di utilizzarle per ricaricare il nucleo di curvatura attraverso le gondole. Beverly è convinta che la nube sia un essere vivente intergalattico, esattamente come altri che ebbero modo di incontrare, fra i quali quelli di Farpoint: Picard chiede quindi la collaborazione di Shaw che, grazie alla sua esperienza di meccanico vecchio stile, è l'unico che possa rimuovere manualmente le protezioni che hanno le gondole contro le radiazioni. Shaw, ammettendo il suo comportamento idiota nei confronti dell'ammiraglio, si reca con Sette nel centro controllo delle gondole. Qui i due elaborano un piano per smascherare il mutaforma, che cade nella trappola: si presenta infatti nelle sembianze della guardiamarina La Forge, unica che appella affettuosamente Hansen come «comandante Sette», mentre il mutaforma commette l'errore di chiamarla col suo vero nome e viene così ucciso da Sette. In plancia, Riker cede il comando a Picard: dopo anni, l'ammiraglio si trova nuovamente a sedere nella poltrona del capitano; sotto la sua guida esperta, la nave riesce ad "aspirare" l'energia bioelettrica della nuvola, mentre Riker, con un'abile manovra tattica, riesce a danneggiare gravemente l'appena sopraggiunta Shrike. Poco prima di entrare in curvatura, l'equipaggio assiste alla nascita di centinaia di "meduse spaziali". Picard, guardando il suo equipaggio, con i rapporti umani che si rinsaldano (fra Hansen e Shaw, fra Riker e Troi), rammenta quello che accadde cinque anni prima nel bar di Guinan: dopo aver risposto alle domande dei cadetti, un ragazzo in borghese seduto al bancone chiese all'ammiraglio se avesse una vita privata, una famiglia: egli rispose che non ne sentiva il bisogno perché la sua famiglia era sempre stata la Flotta. Nel presente, si rende conto che quel ragazzo era Jack.
Mentre la Titan A sfreccia verso casa, Jack ha nuovamente delle allucinazioni riguardo a degli scenari catastrofici e a una porta rossa che si apre, con una voce che gli sussurra: «Trovami».
- Altri interpreti: Stephanie Czajkowski (T'Veen), Joseph Lee (Mura), Chad Lindberg (Foster), Jin Maley (Esmar), Tiffany Shepis (Ohk)

## Impostori
- Titolo originale: Imposters
- Diretto da: Dan Liu
- Scritto da: Cindy Appel e Chris Derrick

### Trama
Jack continua ad avere visioni violente in cui immagina di massacrare i membri dell'equipaggio, mentre la Flotta prende contatti con Shaw per farsi consegnare Picard e Riker, affinché rispondano della loro insubordinazione, e perché sia consegnato anche il giovane Crusher; con grande sorpresa dei due, l'ufficiale della Flotta venuto a prenderli a bordo della USS Intrepid è Ro Laren. Picard è fortemente contrariato, poiché lei era un ex membro dei Maquis e, nonostante ciò, è stata reintegrata nella Flotta col grado di comandante.
La dottoressa Crusher intanto indaga sul perché il Cambiante, una volta morto, abbia mantenuto l'aspetto del guardiamarina La Forge, anziché tornare alla forma fluida: il medico pensa che i mutaforma si siano evoluti e che adesso non siano individuabili dai sensori e dal teletrasporto.
Picard e Ro hanno un duro scontro verbale perché ognuno crede che l'altro sia un Cambiante e, una volta assodata la reciproca identità, Laren confida a Jean-Luc che la Flotta è compromessa: i Cambianti sono infiltrati a qualsiasi livello. La Bajoriana rifiuta di catturare Jack Crusher, lascia a Picard come regalo di addio il suo orecchino bajoriano e fa per tornare all'Intrepid con una navetta assieme ai due ufficiali della sicurezza che l'accompagnavano; i due però si rivelano essere dei mutaforma e si teletrasportano sulla Titan, lasciando una bomba a bordo del veicolo. Ro riesce ad avvisare Picard del pericolo appena in tempo prima di schiantarsi volontariamente contro una gondola dell'Intrepid per impedire che possa inseguire la Titan. Si scopre che altri Cambianti sono a bordo della nave di Shaw e cercano di catturare il giovane Crusher che li mette fuori gioco con sorprendente abilità.
Intanto Raffi e Worf tornano su M'Talas Primo e vengono catturati da Krinn, un Vulcaniano che considerava il Ferengi Sneed un fratello e che per vendetta costringe Raffi e Worf a un duello all'ultimo sangue tra loro; lo scontro si conclude con l'apparente morte del Klingon, che finge la sua dipartita per sopraffare Krinn e costringerlo a dar loro informazioni importanti: rivela loro che la Stazione Daystrom è controllata da un'intelligenza artificiale e che lui ha sviluppato un congegno per superare le protezioni. Le strade di Worf e Picard si incrociano quando l'ammiraglio scopre all'interno dell'orecchino bajoriano di Ro Laren un chip contenente tutta la sua indagine, e dove è presente un canale di comunicazione che lo mette in contatto con il Klingon: Ro si rivela essere quindi il misterioso referente di Worf.
Beverly affronta il figlio chiedendogli come faceva a sapere che i quattro ufficiali che ha ucciso fossero dei Cambianti e Jack, angosciato, le risponde che crede che in lui ci sia qualcosa che non va.
La Intrepid, gravemente danneggiata ma ancora con i sistemi tattici funzionanti, intima la resa alla Titan: Shaw, tornato al comando del vascello, seppur controvoglia ancora una volta ascolta le richieste di Picard e Riker e ordina la fuga.
- Guest star: Michelle Forbes (Ro Laren), Kirk Acevedo (Krinn)
- Altri interpreti: Jin Maley (Esmar), Stephanie Czajkowski (T'Veen), Joseph Lee (Mura), Tiffany Shepis (Ohk), Alessandro García (ufficiale sicurezza Intrepid), Tarina Pouncy (ufficiale sicurezza Intrepid)

## Il Bounty
- Titolo originale: The Bounty
- Diretto da: Dan Liu
- Scritto da: Christopher Monfette

### Trama
La Titan prosegue la sua fuga, braccata dalle navi della Flotta e dalla Shrike. A bordo del vascello in fuga arrivano Worf e Musiker, che aggiornano Picard e gli altri sulla situazione: Ro aveva scoperto che i Cambianti ribelli, altamente infiltrati nella Federazione, intendono utilizzare il Giorno della Frontiera (manifestazione in cui quasi tutta la Flotta si troverà raccolta in un unico punto) per i loro scopi, attraverso il misterioso oggetto trafugato assieme all'arma a portale dalla Stazione Daystrom, sede delle tecnologie più segrete (e proibite) della Flotta. Si recano quindi nella struttura federale, ove Worf, Riker e Musiker si teletrasportano giusto in tempo prima che arrivino due vascelli federali della sicurezza che costringono la Titan a disimpegnarsi, lasciando i tre soli. A bordo della Stazione, Worf spiega che essa è gestita dalla Sezione 31, il reparto più segreto e ai limiti della legalità dei servizi di intelligence federali. Grazie al dispositivo precedentemente requisito a Krinn riescono a circuire la IA posta a protezione della Stazione: qui intravedono alcuni oggetti ivi custoditi, fra cui un dispositivo Genesis, un tribolo modificato, il corpo di James T. Kirk, un dispositivo talaronico. La IA, ascoltando le loro voci, identifica Riker e materializza l'ologramma del Professor Moriarty che, armato di rivoltella, cerca di fermarli. La IA diffonde anche alcune note musicali che Riker riconosce essere quelle che il comandante Data cercava di fischiettare al loro primo incontro sull'Enterprise D. Riker fischietta a sua volta il motivo, Moriarty scompare e si apre l'accesso al mainframe della Stazione: qui i tre trovano una perfetta ricostruzione di Data, un corpo sintetico con interfaccia androide. Si attiva una olo-registrazione in cui il dottor Altan Inigo Soong, figlio di Noonien, il creatore di Data, spiega di aver creato il corpo sintetico lì presente e di averne riversato le coscienze di Data e, in misura minore, di B-4, Lore, Lal e Soong stesso. La IA della stazione è il nuovo Data, che aveva riconosciuto la voce di Riker e lo aveva messo alla prova. Il lavoro di Soong è però incompleto: le varie personalità sono infatti in conflitto fra loro; nondimeno, i tre intendono portare il sintetico con loro.
Sulla Titan, Picard suggerisce di andare su Athan I, sito del Museo della Flotta, ossia il vecchio spazioporto attivo nel XXIII secolo: responsabile del Museo è il commodoro Geordi La Forge. Picard intende utilizzare le conoscenze scientifiche dell'amico per cercare di far perdere le tracce. La Forge non accoglie bene l'arrivo della Titan: preoccupato per l'incolumità della famiglia, poiché vive al Museo assieme alla moglie e all'altra figlia, Alandra, a sua volta ingegnere, inizialmente rifiuta di dare la propria collaborazione. Sidney lo accusa di avere paura e di avere tradito tutti i princìpi che le aveva trasmesso quand'era bambina. Jack, che empatizza con le sorelle La Forge, avendo una situazione familiare simile, ha un'idea: scorrendo le vecchie navi attraccate al Museo, riconosce lo sparviero rubato da Kirk ai Klingon e, con l'aiuto di Sidney, estrae il dispositivo di occultamento dallo sparviero e lo installa sulla Titan, ma i due hanno difficoltà a ultimare l'azione; Geordi, ravveduto, completa l'installazione e, rassegnato alla probabile corte marziale, decide di seguire Picard alla Daystrom. Qui la sicurezza ha quasi raggiunto i tre intrusi: Riker si disimpegna per permettere a Worf, Musiker e al neo-Data di fuggire e viene catturato.
A bordo della Titan, La Forge riattiva Data: l'ex-androide rivela di essere un "Daystrom Android M-5-10" e riconosce tutti i vecchi amici, anche se talvolta emergono le altre personalità; infine rivela qual è l'oggetto che i Cambianti hanno rubato dalla Daystrom: si tratta del corpo umano di Picard, deceduto a causa della sindrome irumodica (della quale soffre anche Jack, e che è concausa delle sue frequenti allucinazioni).
Sulla Daystrom, Riker viene picchiato e interrogato dagli ufficiali della sicurezza; improvvisamente, uno dei tre uccide gli altri due, rivelando di essere un Cambiante: è Vadic. Portato sulla Shrike, Riker non ha intenzione di collaborare, ma la donna mutaforma gli rivela di avere un'altra prigioniera: sua moglie Deanna.
- Guest star: Daniel Davis (James Moriarty)
- Altri interpreti: Mica Burton (Alandra La Forge), Joseph Lee (Mura), Stephanie Czajkowski (T'Veen), Jin Maley (Esmar)

## Dominio
- Titolo originale: Dominion
- Diretto da: Deborah Kampmeier
- Scritto da: Jane Maggs

### Trama
Sulla Titan, nascosta in una discarica spaziale, Sette contatta il capitano Tuvok: la comandante chiede al suo vecchio amico, nonché ex ufficiale della sicurezza della USS Voyager, se abbia notizie di Riker, ed egli risponde che la Flotta non ha catturato l'ufficiale; inoltre la informa che l'ammiraglio Kathryn Janeway è completamente impegnata con l'organizzazione del Giorno della Frontiera, che si terrà di lì a poco nel sistema Sol. Con un trucco, Sette riesce a far tradire il presunto vulcaniano: si tratta di un Cambiante, che rivela che Tuvok è nelle loro mani e che Riker è spacciato. Quest'ultimo è però riuscito con uno stratagemma a far sapere ai suoi amici di essere stato catturato dalla Shrike.
Picard, Crusher e La Forge cercano di capire i motivi del furto dei resti umani dell'ammiraglio: è loro opinione che i Cambianti vogliano creare una copia perfetta di Jean-Luc, che dovrebbe partecipare al Giorno della Frontiera, ma non riescono a inquadrare il ruolo di Jack nella faccenda. Chiedono quindi aiuto al Daystrom Android M-5-10 che, attivato da Alandra, si rivela alternativamente come Data o Lore. Data spiega loro che Soong aveva messo in discussione la diagnosi di sindrome irumodica e che ci fosse qualcos'altro di anomalo in Picard.
Intanto Jack, tentando un approccio romantico con Sidney, scopre di riuscire a sentire i pensieri della ragazza. Più tardi, Jack confida a Jean-Luc che in lui c'è qualcosa di sbagliato. I due, dopo una discussione, elaborano un piano per salvare William: fingendo di essersi scontrati con una nave vulcaniana, attirano la Shrike, che abborda l'apparentemente inerte Titan; qui Vadic (a cui la "faccia", il suo capo, ha intimato un ultimatum per catturare Jack) e i suoi vengono attirati uno a uno in trappola da Jack e Sidney, che rimangono a loro volta intrappolati. Imprigionata in un campo di forze, Vadic confida a Picard e Crusher l'origine della mutazione sua e del suo equipaggio: durante la Guerra del Dominio fu catturata assieme a nove compagni dalla Flotta (presumibilmente dalla Sezione 31) e portata alla Stazione Daystrom, dove fu sottoposta a ogni genere di esperimento e tortura. Gli scienziati della Daystrom intendevano creare una variante di Cambiante che fosse una perfetta spia; tutto ciò per un progetto denominato "Proteus". Vadic riuscì a liberarsi e a uccidere la scienziata che la torturava, prendendone l'aspetto. Qualunque mutaforma con cui veniva a contatto mutava come lei. Ricorda ai due che la Flotta cercò di sterminare la sua razza con un virus e, alle obiezioni di Picard, che le ricorda che erano stati loro a iniziare le ostilità e che inoltre la Federazione avesse fornito loro la cura, gli rammenta che la Flotta era contraria e solo grazie a uno di loro ottennero l'antidoto.
Nel frattempo Beverly scopre un radionuclide utilizzato dagli scienziati della Daystrom per stabilizzare i Cambianti mutanti, riuscendo a trovare un modo definitivo per scovarli: lei e Jean-Luc, a costo di rinnegare tutti i loro princìpi, stanno per uccidere Vadic, che non sembra minimamente preoccupata del suo status di prigioniera. In infermeria, Lore prende il controllo del Daystrom Android M-5-10 e, utilizzando lo shunt neurale con cui è collegato ai sistemi della nave, riesce a prenderne il controllo, liberando Vadic e i suoi. Subito dopo, Geordi riesce a riportare in superficie il vecchio amico facendo leva sui ricordi, ma oramai è troppo tardi: Data salva Jack e Sidney, ma i mutaforma irrompono in plancia e prendono il controllo della nave. Con un messaggio all'equipaggio, Vadic assume il comando della Titan e, rivolgendosi a Jack, gli rivela che è giunta l'ora di sapere chi veramente egli sia.
- Guest star: Tim Russ (Tuvok)
- Altri interpreti: Mica Burton (Alandra La Forge), Joseph Lee (Mura), Stephanie Czajkowski (T'Veen), Jin Maley (Esmar)

## Resa
- Titolo originale: Surrender
- Diretto da: Deborah Kampmeier
- Scritto da: Matt Okumura

### Trama
Vadic ha preso il controllo della USS Titan e minaccia di uccidere un ostaggio ogni dieci minuti se Jack Crusher non si consegnerà a lei. Mentre Worf, giunto sulla Shrike a bordo di una navetta occultata assieme a Musiker, libera Riker e Deanna dalla prigionia, Picard, Jack, Sidney e Beverly riescono a riunirsi a Geordi e Alandra e cercano di riavviare Data perché bypassi i comandi della nave e poter riprenderne così il controllo; Raffi e Worf scoprono che il corpo biologico di Picard è stato rubato per sottrarre le porzioni di cervello infette dalla sindrome irumodica, anche se non sanno ancora il perché.
Nel riaccendere Data, Geordi si accorge che all'interno del cervello positronico dell'androide infuria la battaglia tra la programmazione "Lore" e la programmazione "Data", ma non può farci nulla. Data, regalando il suo vissuto e le sue memorie al fratello, riesce ad avere la meglio fondendo la sua programmazione con Lore. Riprende così il controllo dei sistemi della nave, permettendo anche a Raffi e a Worf di teletrasportarsi a bordo della Titan per poter spazzar via i mutaforma che precedentemente avevano massacrato gran parte dell'equipaggio.
Intanto Jack si consegna a Vadic, ma si presenta con un misterioso congegno e minaccia di uccidersi: la Cambiante, che aveva appena giustiziato la tenente T'Veen, lascia così andare gli altri ostaggi. All'ultimo però Sette di Nove si trattiene in plancia, dove sta per assistere alla rivelazione di cosa è veramente Jack, ma la ripresa del controllo dei comandi della nave permette ai due di liberarsi di Vadic: utilizzando il congegno di Jack, si chiudono in una bolla di sicurezza, mentre i portelli di evacuazione della plancia si aprono, proiettando Vadic e gli altri nello spazio; la Cambiante si congela all'istante e si disintegra in mille pezzi urtando contro la sua nave. Subito dopo essa viene distrutta dalla Titan, che riprende il suo viaggio.
Deanna però si sente male: afferma di aver percepito una presenza oscura a malvagia sulla nave, anche se ciò non priva Riker, Worf, La Forge, Picard, Crusher, Data e Troi della gioia di essersi ritrovati.
Mancano poche ore al Giorno della Frontiera e subito fanno il punto della situazione per fermare il piano dei Cambianti, cercando anche di capire cosa sta succedendo a Jack, che man mano che passa il tempo acquisisce nuovi e forti poteri.
Deanna si presenta al ragazzo per cercare di sondarlo perché ormai è chiaro che l'oscura presenza è dentro di lui e che le visioni che ha sono legate al mistero che lo avvolge.
- Altri interpreti: Mica Burton (Alandra La Forge), Joseph Lee (Mura), Stephanie Czajkowski (T'Veen), Jin Maley (Esmar)

## Vox
- Titolo originale: Võx
- Diretto da: Terry Matalas
- Scritto da: Sean Tretta e Kiley Rossetter

### Trama
Continuando la sua analisi su Jack, Troi scopre cosa c'è dietro la porta rossa che il ragazzo vede nei suoi stati allucinati: si tratta di un Cubo Borg. L'ex consigliera ne parla quindi con Jean-Luc e Beverly, che si mostrano increduli: Jack, infatti, mai è stato assimilato dai Borg, contrariamente al padre. Deanna però si mostra sicura su ciò che ha visto e sentito: i sussurri della collettività Borg. Beverly spiega che ci sono casi in cui una collettività non si serve di innesti cibernetici per comunicare, ad esempio nel caso degli stormi di uccelli o delle formiche; inoltre ricorda che Data aveva detto loro che Soong scoprì qualcosa nel cervello del corpo di Picard e che lo aveva conservato per indagare. Qualunque cosa l'ammiraglio avesse, era stata trasmessa per ereditarietà a Jack, e Vadic ne era a conoscenza. Jean-Luc ne parla col figlio, che reagisce con rabbia: quando il padre gli parla della sua assimilazione ai Borg, egli capisce che ciò che sente sembra il richiamo di un alveare. Quando si presentano due ufficiali della sicurezza per prendere in consegna il ragazzo, questi si ribella utilizzando i suoi poteri e fugge su una navetta, sulla quale raggiunge una zona del cosmo che aveva già visto nelle sue visioni: qui viene raggiunto dal Cubo Borg dove, teletrasportatosi per avere spiegazioni, cerca inutilmente di resistere alla Regina, che l'ha ribattezzato "Vox".
Nel frattempo, Data, Geordi e Worf cercano di capire cosa ci sia in comune fra Jack, i Borg e i Cambianti mutati. La Forge spiega che i Borg si modificano geneticamente per poter interagire meglio con gli impianti, e che pure il genoma di Picard fu parzialmente riscritto trentacinque anni prima: per questo l'ammiraglio riusciva  ancora a sentire i bisbiglii della collettività. Soong l'aveva scoperto, ma come l'avevano scoperto i Cambianti? L'unica possibilità è che essi fossero stati informati dai Borg stessi. Picard era dunque era stato incosapevolmente usato dai Borg per gli ultimi trentacinque anni, fino alla morte del suo corpo umano. Jack è parecchio simile a ciò che era stato Locutus, ma senza impianti cibernetici. Intuendo la gravità della situazione, informano Shaw che, pur consapevole di essere ricercati dall'intera Flotta, ordina la rotta verso il sistema Sol, dove si sta per svolgere il Giorno della Frontiera, ossia il 250º anniversario dal varo dell'Enterprise NX-01.
Analizzando le informazioni recuperate da Musiker sulla Shrike, Data e Geordi scoprono che il codice "impiantato" dai Borg sul DNA di Picard era stato memorizzato sul teletrasporto del vascello: incrociando i dati, Crusher scopre che tale codice è già presente da tempo sul buffer di teletrasporto delle navi federali. I tre realizzano con orrore che il piano dei Borg era quello di utilizzare i Cambianti per introdurre tale codice in tutte le navi federali, potendo così assimilare la Flotta senza alcun utilizzo di nanosonde, ossia modificando semplicemente il DNA tramite il teletrasporto.
Sull'Enterprise F, in orbita attorno alla Terra, l'ammiraglio di flotta Shelby, collegata in videoconferenza, parla dell'evoluzione della Flotta, che adesso si comporta come se fosse un tutt'uno: tutte le navi saranno sincronizzate, in perfetto stile – nota sarcastico Picard – Borg. Arrivata sulla Terra, la Titan viene sincronizzata alla Flotta: utilizzando una frequenza di emergenza, Picard cerca di allertare Shelby sul grave pericolo che incombe sulla Federazione, ma in quel preciso momento dal Cubo parte un impulso che provoca un grande dolore a Sette e che "assimila" parecchi membri degli equipaggi delle navi federali: sono i più giovani, quelli sotto i 25 anni, età in cui – spiega Beverly – termina lo sviluppo della corteccia cerebrale. Sidney, Alandra, Esmar e Mura sono assimilati e minacciano Shaw, Picard, Riker e Sette, che fuggono dalla plancia e, avendo Shaw riconosciuto la frequenza di trasmissione (quella della manutenzione) su cui il capitano della USS Excelsior aveva trasmesso la sua ultima comunicazione, raggiungono Data, La Forge, Worf, Troi, Crusher e Musiker sul ponte della manutenzione, dove intendono utilizzare una navetta di servizio per fuggire, essendo queste non collegate al nuovo sistema sincronizzato della Flotta. Improvvisamente vengono raggiunti dai neo-Borg: mentre infuria lo scontro a fuoco, il capitano Shaw sacrifica la sua vita, rivalutandosi agli occhi di Hansen e cedendole il comando, chiamandola finalmente «Sette di Nove». Assieme a Raffaela, Sette resta sulla Titan che, in formazione con le altre decine di vascelli federali assimilati, attacca la Terra.
Sulla navetta, i sette superstiti giungono al Museo della Flotta, dove Geordi fa loro un'incredibile rivelazione: negli ultimi vent'anni si è occupato della ricostruzione dell'Enterprise D, avendo la Flotta recuperato la sezione a disco da Veridiano III per evitare che i nativi del pianeta venissero a contatto con una tecnologia superiore e infrangendo quindi la prima direttiva federale, e utilizzando la sezione motori di un altro vascello di Classe Galaxy, la Syracuse. Non possono utilizzare il modello successivo, la E, per un non meglio specificato motivo riguardante Worf. Una volta a bordo della loro vecchia nave (non collegabile al nuovo sistema sincronizzato della Flotta), ognuno alla propria postazione originaria (La Forge al timone, Data alle operazioni, Picard al comando coadiuvato da Riker e Troi, Worf al tattico), Picard, accettando con ironia la degradazione a capitano indicata dal computer, ordina il lancio.
- Guest star: Elizabeth Dennehy (Elizabeth Shelby), Alice Krige (Regina Borg, voce)
- Altri interpreti: Mica Burton (Alandra La Forge), Joseph Lee (Mura), Jin Maley (Esmar), Jane Edwina Seymour (Regina Borg, corpo)

## L'ultima generazione
- Titolo originale: The Last Generation
- Diretto da: Terry Matalas
- Scritto da: Terry Matalas

### Trama
Mentre il presidente della Federazione Anton Chekov, con una disperata comunicazione, ammonisce di stare alla larga dalla Terra, le navi della Flotta assimilate distruggono quasi tutte le difese planetarie: il solo porto spaziale resiste strenuamente. Sulla Titan, al cui comando c'è l'assimilata guardiamarina Esmar, Sette e Raffi cercano di riconquistare la nave: sincronizzando i phaser al teletrasporto, riescono a imprigionare gli assimilati colpiti dall'arma. Restando occultati riescono a recare qualche danno alla Flotta, ma gli assimilati si liberano e distruggono il dispositivo di occultamento, facendo cadere la Titan; anche il porto spaziale soccombe e le navi federali si apprestano a bombardare le principali città terrestri.
Sull'Enterprise D, Picard suggerisce che gli ordini per i "neo-assimilati" debbano partire da una stazione centrale: poco dopo, infatti, localizzano un gigantesco Cubo su Giove, dove non pare esserci alcun segno di vita. Il Cubo, una volta scansionatili, abbassa gli scudi, come per mandare un invito. Picard, Worf e Riker vi si trasportano: mentre il primo va alla ricerca di Jack, obiettivo degli altri due è trovare e disabilitare il radiofaro con cui il Collettivo controlla i neo-assimilati. Con l'aiuto di Beverly, che rileva le onde cerebrali umane, Jean-Luc riesce a trovare Jack/Vox: interfacciato alla rete Borg, dirige i neo-assimilati. La Regina, ormai anziana e sola, rivela che a causa della Federazione non v'è più alcuna collettività, e quello che sta succedendo si deve a Jack che ha "richiamato" i Borg morenti, che a loro volta hanno stretto un patto con i Cambianti mutati, a loro volta assetati di vendetta, per annientare (non assimilare) la Terra. Picard, disperato, inizia a rimuovere le connessioni neurali dal figlio, e infine si collega a sua volta alla rete. In una simulazione quantica incontra Jack, convinto che lì dove si trova non sarà più solo, e cerca di persuaderlo del contrario. Worf e Riker, intanto, sono riusciti a inviare le coordinate del radiofaro all'Enterprise: si trova esattamente al centro del Cubo, dove nessun pilota riuscirebbe a condurre una nave; ma Data convince gli amici a fidarsi del suo istinto e, preso il timone, conduce il vecchio vascello al centro del cubo, ben protetto da una sorprendente dottoressa Crusher alla postazione tattica. Arrivati al core, scoprono che se distruggessero il radiofaro provocherebbero il collasso dell'intero Cubo, uccidendo i loro amici. Informano Riker e Worf, che chiedono qualche minuto per trovare i Picard: alla fine, il padre è riuscito a convincere il figlio, che si risveglia e si strappa di dosso i connettori neurali. Passato il minuto concordato, l'Enterprise apre il fuoco sul radiofaro, innescando una reazione a catena: Deanna, preso il timone, utilizza i suoi poteri telepatici per rintracciare William e gli altri, che vengono tutti tratti in salvo. Sulla Titan, i neo-assimilati tornano improvvisamente in sé stessi: la Terra, e la Federazione con essa, è salva.
I giovani colpiti dalle modifiche genetiche Borg vengono curati dalla neo ammiraglio Crusher, nuovo capo della divisione medica federale; tutti i Cambianti infiltrati nella Flotta vengono infine catturati. Tuvok, incaricato di riferire alla comandante Hansen le conseguenze per la sua insubordinazione, annuncia in realtà a una commossa Sette la sua promozione a capitano: rivelando di avere una sincera ammirazione per lei, il capitano Shaw, nel suo rapporto, aveva caldeggiato la promozione elogiandola per il suo spirito ribelle e il suo coraggio, adatti al comando di un vascello, definendo sé stesso una vecchia reliquia.
Un anno dopo, al museo della Flotta, Geordi, Jean-Luc e Will "spengono" la gloriosa Enterprise D. Più tardi, Picard e Crusher accompagnano il neo guardiamarina Jack alla sua prima assegnazione: la Titan. Avvicinandosi alla nave, Jean-Luc si accorge che la Flotta, in suo onore, ne ha cambiato nome e registro: d'ora in avanti la nave sarebbe stata la USS Enterprise NCC-1701-G, sotto il comando del capitano Sette di Nove e del primo ufficiale Raffi Musiker. Crusher, che ambisce a tutte le postazioni di plancia, viene posto da Sette alla sua sinistra come consigliere particolare del capitano. Nel frattempo, il vecchio equipaggio dell'Enterprise D si ritrova un'ultima volta al bar di Guinan.
Nel suo alloggio sull'Enterprise G, uno stupefatto Jack riceve la visita di un divertito Q, che gli rivela che, mentre il "processo" al padre era finito, il suo sia appena iniziato.
- Guest star: Tim Russ (Tuvok), John de Lancie (Q), Alice Krige (Regina Borg, voce), Walter Koenig (Anton Chekov, voce)
- Altri interpreti: Mica Burton (Alandra La Forge), Joseph Lee (Matthew Mura), Jin Maley (Esmar), Tiffany Shepis (Ohk), Jane Edwina Seymour (Regina Borg, corpo)
- L'ultima scena della puntata[N 13] richiama quella dell'ultima scena dell'ultima puntata della serie The Next Generation: i sette protagonisti sono ripresi dall'alto mentre giocano a poker.